# Jean-Christophe Péraud
Jean-Christophe Péraud (Toulouse, 22 mei 1977) is een voormalig Frans wielrenner en mountainbiker.
In 2005 werd Peraud Europees kampioen mountainbiken. Drie jaar later, in 2008 werd hij wereldkampioen mountainbike en won hij de zilveren medaille op de Olympische Spelen in het mountainbiken.
In 2013 was hij op weg naar een top 10-plaats in de Ronde van Frankrijk, maar hij kwam in de laatste tijdrit zwaar ten val en kon niet meer verder.
In de Ronde van Frankrijk in 2014 ging, na het uitvallen van een aantal topfavorieten, de deur open voor een goed eindklassement. Péraud reed verrassend sterk en eindigde als tweede. Hij reed het grootste deel van zijn carrière voor het Franse team AG2R La Mondiale.

## Mountainbiken

### Overwinningen
2003
 Frans kampioen marathon
Roc d'Azur
2005
 Europees kampioen crosscountry, Elite
2007
Roc d'Azur
2008
 Europees kampioen teamestafette
 Wereldkampioen teamestafette

## Wegwielrennen

### Overwinningen
2006
Boucles du Sud Ardèche
2009
 Frans kampioen tijdrijden, Elite
2013
4e etappe Ronde van de Middellandse Zee
2014
5e etappe Ronde van de Middellandse Zee
Eindklassement Internationaal Wegcriterium
2015
3e etappe Internationaal Wegcriterium
Eindklassement Internationaal Wegcriterium

### Resultaten in voornaamste wedstrijden
| Jaar | Ronde van Italië | Ronde van Frankrijk | Ronde van Spanje |
| ---- | ---------------- | ------------------- | ---------------- |
| 2010 |                  |                     | 39e              |
| 2011 |                  | 9e                  |                  |
| 2012 |                  | 44e                 |                  |
| 2013 |                  | opgave              |                  |
| 2014 |                  | ↑                   |                  |
| 2015 |                  | 61e                 |                  |
| 2016 | opgave           |                     | 13e              |

| Jaar | Amstel Gold Race | Luik-Bast.‑Luik | Ronde van Lombardije | Waalse Pijl |  | WK op de weg |  | Wereldranglijsten |
| ---- | ---------------- | --------------- | -------------------- | ----------- |  | ------------ |  | ----------------- |
| 2010 | opgave           | 126e            |                      | 95e         |  |              |  | 66e (UWK)         |
| 2011 |                  |                 |                      | 95e         |  |              |  | 28e (UWT)         |
| 2012 |                  |                 | 18e                  | opgave      |  |              |  | 89e (UWT)         |
| 2013 |                  |                 | opgave               |             |  |              |  | 48e (UWT)         |
| 2014 |                  |                 | 50e                  |             |  | 61e          |  | 10e (UWT)         |
| 2015 |                  |                 |                      |             |  |              |  |                   |
| 2016 |                  | 62e             |                      |             |  |              |  |                   |

### Resultaten in kleinere rondes
| Jaar | Parijs-Nice | Tirreno-Adriatico | Ronde van het Baskenland | Ronde van Romandië | Critérium du Dauphiné | Ronde van Zwitserland | Ronde van Polen | Ronde van Peking |
| ---- | ----------- | ----------------- | ------------------------ | ------------------ | --------------------- | --------------------- | --------------- | ---------------- |
| 2010 | 8e          |                   | 4e                       | opgave             | opgave                |                       | 12e             |                  |
| 2011 | 6e          |                   | 60e                      | 40e                | 7e                    |                       |                 | 7e               |
| 2012 | 90e         |                   | 7e                       | 96e                | 68e                   |                       |                 | opgave           |
| 2013 | ↑           |                   | 17e                      | 6e                 |                       | 13e                   |                 | 73e              |
| 2014 |             | 4e                | ↑                        | 32e                | 37e                   |                       |                 |                  |
| 2015 | opgave      |                   | 16e                      | 31e                | 31e                   |                       |                 |                  |
| 2016 |             | 24e               |                          |                    |                       | 56e                   | opgave          |                  |

## Ploegen
- 2006 –  TeamOrbea
- 2007 –  Orbea
- 2008 –  Orbea
- 2009 –  Massi
- 2010 –  Omega Pharma-Lotto
- 2011 –  AG2R La Mondiale
- 2012 –  AG2R La Mondiale
- 2013 –  AG2R La Mondiale
- 2014 –  AG2R La Mondiale
- 2015 –  AG2R La Mondiale
- 2016 –  AG2R La Mondiale

Aerts · Bakelants · Blythe · Brandt · Cretskens · De Greef · Dehaes · Delage · D'Hollander · Elijzen · Gilbert · Hoste · Kaisen · Lang · Ljungblad · Lloyd · Löwik · Moreno · Péraud · Roelandts · Scheirlinckx · Stubbe · Van Avermaet · Van den Broeck · Vanendert · Van Goolen · Wegelius · De Winter (stagiair) · Debusschere (stagiair) 
Bérard ·
Bonnafond ·
Bouet ·
Champion ·
Cherel ·
Dessel ·
Dupont ·
Elmiger ·
Gadret ·
Gastauer ·
Goddaert · 
Hinault ·
Houanard ·
Kadri ·
Krivtsov ·
Le Lay ·
Lemarchand · 
Loubet ·
Minard ·
Mondory ·
Montaguti ·
Nocentini ·
Péraud ·
Perget ·
Ravard ·
Riblon ·
Roche ·
Domont (stagiair) ·
Martinez (stagiair) · 
Teychenne (stagiair)
Bardet ·
Belletti ·
Bérard ·
Bonnafond ·
Bouet ·
Casper ·
Cherel ·
Dupont ·
Elmiger ·
Gadret ·
Gastauer ·
Gazvoda ·
Georges ·
Goddaert · 
Hinault ·
Houanard ·
Kadri ·
Lemarchand · 
Minard ·
Mondory ·
Montaguti ·
Nocentini ·
Péraud ·
Perget ·
Ravard ·
Riblon ·
Roche ·
Sjpilevski ·
Zargari ·
Teychenne (stagiair) ·
Chavanne (stagiair) ·
Raibaud (stagiair)
Appollonio ·
Bagdonas ·
Bardet ·
Belletti ·
Bérard ·
Betancur ·
Bonnafond ·
Bouet ·
Chainel ·
Cherel ·
Domont ·
Dumoulin ·
Dupont ·
Gadret ·
Gastauer ·
Georges (tot 31/05) ·
Hoetarovitsj ·
Houle ·
Iglinski ·
Kadri ·
Kern · 
Minard ·
Mondory ·
Montaguti ·
Nocentini ·
Péraud ·
Pozzovivo ·
Ravard ·
Riblon ·
Brun (stagiair) ·
Chavanne (stagiair) ·
Latour (stagiair)
Appollonio · Bagdonas · Bardet · Bérard · Betancur · Bonnafond · Bouet · Chainel · Cherel · Daniel · Domont · Dumoulin · Dupont · Gastauer · Gaudin · Gougeard · Gretsch · Houle · Hoetarovitsj · Kadri · Kern · Minard · Mondory · Montaguti ·  Nocentini · Péraud · Pozzovivo · Riblon · Turgot · Vuillermoz · Bidard (stagiair) · Denz (stagiair) · Raibaud (stagiair)
Bagdonas · Bakelants · Bardet · Bérard · Betancur · Bonnafond · Cherel · Daniel · Denz · Domont · Dumoulin · Dupont · Gastauer · Gaudin · Gougeard · Gretsch · Houle · Jauregui · Kadri · Latour · Minard · Mondory · Montaguti ·  Nocentini · Péraud · Pozzovivo · Riblon · Turgot · Vansummeren · Vuillermoz · Bidard (stagiair) · Campistrous (stagiair) · Pereira (stagiair)
Bagdonas · Bakelants · Bardet · Bérard · Bidard · Bonnafond · Cherel · Daniel · Denz · Domont · Dumoulin · Dupont · Gastauer · Gaudin · Gautier · Gougeard · Gretsch · Houle · Jauregui · Kadri · Latour · Minard · Montaguti · Péraud · Pozzovivo · Riblon · Sergent · Turgot · Vansummeren · Vuillermoz · Cosnefroy (stagiair) · Fabre (stagiair) · Rochas (stagiair)